# Range Resources
Ne pas confondre avec la compagnie pétro-gazière australienne Range Resources Limited
Range Resources (souvent dénommée « Range ») est une société américaine de production et d'exploration pétrolière et gazière indépendante.
Cette entreprise fondée en 1976 a été pionnière dans l'exploitation d'hydrocarbures non conventionnels profonds (datant du Dévonien) dans le gisement de gaz naturel non conventionnel du Marcellus Shale en Pennsylvanie (qui semble être le gisement le plus productif des États-Unis et l'un des plus grands au monde).

## «Range Resources» aujourd'hui
Son siège est à Fort Worth au Texas. Mais l'entreprise est surtout active en Pennsylvanie et semble en 2013 vouloir réduire son activité « gaz sec » pour s’orienter vers des gisements plus riches en pétrole non-conventionnel dans l’« Horizontal Mississippian plays » et en Oklahoma, en recherchant des condensats de gaz naturel. Cette sorte de "pétrole léger" est plus rentables que le gaz dont les prix de vente ont chuté aux États-Unis de 2008 à 2012. Les couches géologiques du « Mississippi Lime » en contiennent, et sont moins dures et plus poreuses que les schistes. A 5 km de profondeur et plus, selon les géologues on peut extraire un fluide contenant 52 % à 55 % de pétrole, le reste étant constitué d’eau et de gaz (gaz naturel essentiellement).
Selon Range Resources, des zones pétrolière déjà exploitée au XXe siècle par des puits verticaux peuvent l’être à nouveau par des puits horizontaux en combinant le forage horizontale et la technique «  multi-stage hydraulic fracturing » développées pour le gaz de schiste.
En juillet 2010, l’entreprise possède des droits sur 1,3 million d’'acres du gisement Marcellus Shale dont plus de 400 000 dans le sud-ouest de la Pennsylvanie où Range possède des actifs de plus de 1 milliard de dollars USD) mais a aussi des activités dans le Sud des États-Unis. Son actuel PDG en est Jeffrey L. Ventura.

## Origine et histoire
La société a pour origine une société nommée Lomak Petroleum, fondée à Hartville dans l'Ohio en 1976 afin de forer des puits de pétrole et gaz dans l'est de l'Ohio.
En 1992, le siège social de Lomak déménage à Fort Worth.
En 1998 la société fusionne avec Domain Energy Corp.  pour prendre sa forme actuelle.
Elle s'est aussi associé à FirstEnergy en une coentreprise appelée Great Lakes Energy Partners LLC finalement rachetée en 2004 pour former une filiale dénommée Range Resources Appalachia LLC.
Avant de faire fortune dans le Marcellus Shale, Range Resources était une entreprise modeste du Barnett Shale dans le bassin géologique des Appalaches.
Mais le géologue de l'entreprise, William Zagorski a ensuite utilisé les connaissances qu'il a acquises en matière de fracturation hydraulique quand Mitchell Energy a commencé à utiliser le fracking dans les Appalaches, où selon Ventura, « ça a marché au premier essai ».[réf. nécessaire] avec un puits vertical.
Range Resources a foré trois puits d'essai horizontaux en 2005 (à Mount Pleasant, Pennsylvanie) et a acheté le terrain 200 millions de dollars en 2007 (1000 $ l'acre), bien moins que ce que les grandes compagnie gazières et pétrolières ont dû payer lors de la ruée vers l'exploration où le prix du terrain a atteint 14 000 US$ l'acre. En 2010, Forbes a qualifié Range Resources de « Roi du Marcellus Shale », l'entreprise ayant alors atteint une valeur de huit milliards de dollars, suggérant que cette « position » pourrait ou devrait attirer les investisseurs pétroliers et gaziers qui venaient d'être effrayés par la responsabilité de difficiles forages offshore, comme venait de montrer la marée noire induite par l'explosion de la plate-forme Deepwater Horizon. Christopher Helman (Forbes) a suggéré qu'après la avoir rentabilisé ses acquisitions foncières, la vraie valeur de l'entreprise pourrait être plus proche de 20 milliards de dollars USD.

## Gouvernance
En 2013, selon son site internet, le Conseil d'administration est dirigé par une équipe de 8 personnes (dont aucune n'est une femme).
Depuis le 1er janvier 2012, le PDG est Jeffrey L. Ventura (President & Chief Executive Officer). Ce dernier est entré dans l'entreprise en 2003 comme « Chief Operating Officer ». Il y est membre du CA depuis 2005, et DG depuis janvier 2012. C’est l’ancien président et chef d’exploitation de Matador Petroleum Corporation qu'il avait rejoint en 1997 après huit ans passés au sein de Maxus Energy Corporation où il a dirigé plusieurs opérations d'ingénierie, d'exploration et de développement. Avant cela, il travaillait comme ingénieur pour Tenneco Oil Exploration et Production.
Il est assisté de deux personnes :
- John H. Pinkerton  (Executive Chairman, membre du comité exécutif du lobby et syndicat de producteurs « America's Natural Gas Alliance » (ANGA), et ancien « Senior Vice President » de Snyder Oil Corporation), et
- Roger S. Manny (Executive Vice President et chargé des finances) ; il était auparavant (de 1998 à 2003) vice-président exécutif et responsable de la direction financière de Matador Petroleum Corporation, après avoir travaillé durant 18 ans à la Bank of America (dans le domaine de l’énergie)[17]  .

5 vice-présidents complètent cette équipe dirigeante :
- Alan W. Farquharson ; Sr. Vice President - Reservoir Engineering & Economics ; ancien de Union Pacific Resources et de Amoco and Hunt Oil[17]  ;
- David P. Poole ; Sr. Vice President - General Counsel & Corporate Secretary ; juriste, antérieurement au service de Hunton & Williams LLP[17] ;
- Chad L. Stephens ; Sr. Vice President - Corporate Development[17] ;
- Ray N. Walker, Jr ;Sr. Vice President - Chief Operating Officer  ; ingénieur pétrolier, longtemps responsable du développement de la division “Marcellus Shale » au sein de l’entreprise. Agronome de formation, il a été formé à l’ingénierie pétrolière au sein de Halliburton, et avant cela de « Union Pacific Resources » et de quelques autres compagnies[17]  ;
- Rodney L. Waller ;Sr. Vice President & Assistant Secretary depuis 2008, ancient Vice President de Snyder Oil Corporation, diplômé en comptabilité[17].

L’entreprise est concrètement dirigée par 9 directeurs/trice dont une femme. Ces postes sont attributés (mi- 2013) à Anthony V. Dub, V., Allen Finkelso, James M. Funk, Jonathan S. Linker, Mary Ralph Lowe, Kevin S. McCarthy, John H. Pinkerton et Jeffrey L. Ventura et Richard Eales (lead director, retraité).
En termes de « bonne gouvernance », l'entreprise s'est dotée d'un code éthique et déontologique que tous les employés sont supposés devoir respecter. « Dans certaines situations exceptionnelles, une dérogation à une disposition du Code peut être accordée », à certaines conditions.

## Problèmes environnementaux
Il est régulièrement reproché à la compagnie de polluer l’eau ou l’air.
Deux journaux américains (This American Life et New York Times) ont enquêté sur les activités de Range à Amwell Township et Mount Pleasant révélant des problèmes chroniques de pollution de l'eau et de pollution de l'air, endémiques dans les secteurs exploités par l'entreprise.
Les résidents et riverains des forages se plaignent d'une dégradation de l'eau courante ou du robinet qui devient parfois colorée, ou produit dans la douche une odeur d'œuf pourri, ou corrode des robinets et dégrade les appareils électro-ménagers.
Des riverains se disent victimes de diarrhées, de maux de ventre, d'une fatigue chronique extrême et d'anémie.
Les examens médicaux de résidents évoquent des maux de tête, des saignements de nez, une incapacité à se concentrer et montrent parfois des taux sanguins élevés de solvants organiques industriels tels que le toluène et de métaux lourds ou métalloïdes toxiques dont l'arsenic.

Lorsqu'on a présenté ces plaintes à Range Resources, associée à un cas de maladie de chien et mort d'un cheval, l'entreprise a fait valoir que selon les résultats des tests de ses laboratoires, les maux dont se plaignaient les riverains et les mortalités d'animaux signalées peuvent avoir d'autres causes que l'empoisonnement ou la pollution,. Puis selon une lettre adressée par Range Resources au plaignant les analyses d'eau commanditées par Range Resources se sont avérées conformes aux normes et les vétérinaires n'ont pas pu certifier l'origine de la mort ou maladie des animaux se limitant à confirmer des symptômes de toxicité dans le foie. Le Pennsylvania Department of Environmental Protection (DEP) a testé l'eau des propriétaires concernés, et a conclu qu'elle n'était pas contaminée et qu'il n'y avait aucune preuve à l'appui de la plainte.
Un résident d'Amwell qui se promenait à cheval près d'un étang de résidus chimique de Range Resources (chargé de retenir le « reflux » de la fracturation hydraulique) dit avoir constaté "un sifflement et son bouillonnement dans la rivière» et avoir vu surgir du pétrole mousseux et rouge qui a produit des reflets moirés sur l'eau. Selon Range, il s'agissait vraisemblablement d'un phénomène  "de putréfaction de la végétation qui a produit du gaz". Range avait déjà attribué des plaintes antérieures de mauvaises odeurs à d'inoffensives bactéries anaérobies croissant près de leurs stations de compression de fluide de fracturation. Cependant des tests chimiques ont plus tard dans cette zone "révélé la présence d'acétone, de toluène, de benzène, de phénols, d'arsenic, de baryum, des métaux lourds et de méthane".
En 2010, l'Environmental Protection Agency américaine (EPA) a finalement conclu que les activités de forage de la société dans le Comté de Parker ont conduit à la contamination d'au moins deux puits d'eau potable résidentiels. 
Range Resources a nié sa responsabilité alléguant que la présence de méthane dans la nappe résultait d'une migration naturelle existant depuis longtemps.

### Produits chimiques utilisés dans les fluides de fracturation
En 2011, Range Resources a annoncé qu'il mettrait en mis en ligne sur son site internet, à l'attention des régulateurs et les propriétaires fonciers intéressés, une liste de produits chimiques injectés dans les puits, avec pour chacun d'eux le volume, la concentration et l'utilité des produits utilisés. Mais certaines substances chimiques n'y figurent pas en raison de "secrets commerciaux".

### Sanctions
L'entreprise doit parfois verser des amendes pour pollution. Par exemple, en mai 2010, selon le Pittsburgh Business Times, Range Resources a du verser 219 875 $ d'amendes au Commonwealth de Pennsylvanie ; dont 141 175 $ pour avoir déversé du liquide de fracturation qui a tué la vie aquatique d'un cours d'eau (Brush Creek) dans le comté de Washington. Ce cours d'eau était classé « cours d'eau de haute qualité ».
Le vice-Président Ray Walker a déclaré que Range Resources a depuis fait beaucoup d'ajustements. Dans ce cas, le déversement de liquide était dû à un « tuyau coudé défectueux ». Walker a précisé que l'entreprise a changé de fournisseur et dispose maintenant de tuyaux d'un design complètement différent. Des licenciements et des modifications de procédures ont également suivi cet "incident" pour qu'il ne se reproduise plus.

## Actions de lobbying et d'influence

### Campagnes de communication
Range Resources a sponsorisé des campagnes de relations publiques et selon son porte-parole Matt Pitzarella plus de 1.000 événements de sensibilisation, allant de chats à des présentations formelles à de grand groupe ont été financés par l’entreprise.
Ces campagnes semblent aussi viser à améliorer l'image de l'industrie du fracking. Selon le porte-parole de l'entreprise, « Range » « fonctionne de manière transparente avec les communautés locales » et Range est « la première société aux États-Unis à avoir divulgué intégralement tous les fluides de fracturation qu'elle utilise ».

### Campagnes de lobbying
Des campagnes soutiennent le principe d'une régulation locale des permis d'exploiter.
L'entreprise préfère négocier localement et de manière définitive les permis de forage dans un cadre établi avec les autorités locales (par modification du Plan local d'urbanisme/Zoning). Inversement, ces campagnes découragent les réglementations générales (principes de « conditional use regulations », Conditional limitation) quand ils sont mis en œuvre par la collectivité, qui permettraient aux citoyens d'examiner les activités de Range Resources proche de leur propriété ou de leur quartiers au regard de critères clairs et universels ;
Ce lobbyng peut aux États-Unis s'appuyer sur un courant de pensée assez présent en milieu rural et dans le Tea Party (mouvement politique), considérant le zoning et toute restriction d'usage des sols comme une violation de la liberté individuelle et des droits de propriété et un frein à la liberté d'entreprendre.

### My Range Resources
C'est le nom d'une campagne lancée par Range Resources en 2010 à la TV, radio et par voie d'affiches, qui représente « des gens ordinaires ... qui ont bénéficié de permis de forage sur leurs terres ».
Les journalistes ont cependant eu des réactions mitigées ou sceptiques.
- Par exemple Cette campagne a été décrite par Bob Myers (journaliste du Centre Daily Times) comme présentant de « vrais pennsylvaniens parlant sérieusement des merveilleuses expériences qu'ils ont vécu avec Range Resources »[26].
- Elwin vert (du Pittsburgh Post-Gazette) considère que Range ressources se distingue de la plupart des compagnies gazières qui dans un contexte où leur activité est controversée font généralement profil bas, gardant leur succès pour Wall Street, et non pour la rue principale. Les publicitaires ont délibérément fait porter les messages produits de cette campagne (un agriculteurs expliquant que « le gaz naturel a été ... une aubaine pour cette région », un commerçant fournissant l'industriel en vêtements de travail et expliquant que « dans les deux ans, probablement 60 % de son commerce se fera avec l'industrie du gaz naturel »), et non par des porte-paroles de l'entreprise commente Ray Walker (Vice-président de Range Resources) qu'il fallait informer le public, car beaucoup de gens en savent peu sur cette industrie et sur Range Resources ... L'entreprise voulait faire passer le message : « Nous voulons être responsable, transparent et accessible aux gens ».
- Selon Myers, « un examen rapide des dossiers enregistrés au Département d'État de la protection de l'environnement suggère une vérité plus complexe que ce que les annonces indiquent... le personnel de " Range " définit la bonne gestion d'une manière un peu différente de d'habitude ».
- Reg Henry chroniqueur du journal Pittsburgh Post-Gazette dans un article intitulé « les corporations sont simplement les gens les plus drôles ("Corporations are simply the funniest people") » estime qu'un fond complètement promotionnel suintait de cette campagne de communication. Après avoir lu "My Range Resources" il dit avoir pensé « N'est-ce pas trop mignon pour une société de forage gazier ? Cela me fait penser au My Little Pony (série télévisée d'animation)/My Little Pony de ma petite fille quand elle était une peste »[27].

## Critiques

### Critiques à l'égard des méthodes de lobbying utilisées
Selon National Public Radio, certaines de ces campagnes ont été menées comme des opérations coercitives à peine voilées ; l'entreprise aurait par exemple fait peu de cas de la volonté de la municipalité de Mount Pleasant et ses trois citoyens « superviseurs », en déclenchant contre eux une guerre psychologique à grande échelle quand ils ont décidé de suivre une politique de réglementation, telle qu'utilisée dans d'autres États comme le Texas, le Colorado ou le Wyoming.
Par des lettres directement adressées aux citoyens, Range Resources a menacé de couper les fonds à la commune si le canton refusait de soutenir le zonage d'autorisation souhaité par Range Resources. D'autres cantons souhaitant établir une réglementation plus stricte ont également été attaqués par Range Resources quant à leurs politiques de zonage .
Fin 2011, CNBC a révélé que l'entreprise utilisait des méthodes de type « paramilitaires », dite (sic) de « guerre psychologique » : Une conférence de 2 jours s'est tenue les 31 octobre et 1er novembre 2011 à l'hôtel Hyatt Regency de Houston principalement à l'attention des communicants (dont "communication de crise"), juristes, conseillers et responsables de l'industrie pétro-gaziers sur le thème des « Relations entre médias et parties prenantes  dans l'industrie de la fracturation hydraulique». Range Resources y était.

Une session de cette conférence était intitulée « Conception d'une stratégie de relations avec les médias pour surmonter les préoccupations relatives à la fracturation hydraulique »). Matt Pitzarella, le porte-parole de Range Resources y a expliqué au micro que son entreprise dispose de plusieurs anciens spécialistes (« Psy Ops ») de la guerre psychologique, « très à l'aise pour traiter les problèmes localisés et les autorités locales. Vraiment tout ce qu'ils font, c'est de passer la plupart de leur temps à aider les gens à développer des réglementations  (ordonnances)  locales et des choses comme ça. Mais cette compréhension psychologique acquise dans l'armée et au Moyen-Orient nous a été ici très utile en Pennsylvanie » .

CNBC précise que Range resource n'est pas la seule entreprise à utiliser de telles méthodes ; lors de cette même conférence, une session était consacrée au thème « Comprendre comment les opérateurs du secteur des pétroles et gaz non-conventionnels élaborent actuellement une stratégie globale de relations avec les médias pour engager les parties prenantes et éduquer le public ». Matt Carmichael, actuel directeur des affaires externes d'Anadarko Petroleum, ancien « Senior manager » de la communication publique de Kellogg, Brown and Root (KBR), une filiale de Halliburton, et qui dit avoir une formation dans le domaine militaire a invité faire trois choses : 
1. Télécharger le manuel de contre-insurrection de l'armée de terre et de la marine US (« Army and Marine Corps counterinsurgency manual »[32])...« car nous sommes confrontés à une insurrection », « Il contient beaucoup de bonnes leçons, et moi qui ait une expérience militaire, j'en ai trouvé les conseils très remarquables » a jouté M Carmichael ;
2. Consulter un cours donné deux fois par an (au MIT) par Lawrence Susskind (spécialiste de la médiation dans la « dispute publique »). Ce cours est intitulé  « Comment traiter avec un public en colère ? » ; l’orateur précisant que ce cours est suivi par de nombreux militaires et recommandant de le relier au manuel de contre-rébellion. Cela donnant des outils et des outils médiatiques pour « traiter beaucoup des controverses avec lesquelles nous - en tant qu'industriels - avons affaire ».
3. S'inspirer des « Règles de Rumsfeld » (Rumsfeld's Rules[33]), liste de principes et citations réunis par Donald Rumsfeld, dont M. Carmichael a dit posséder une copie qu'il considère comme une « bible ».

Le porte-parole de Range Resources, interrogé peu après par CNBC à ce propos, s'est alors récusé en disant qu'il avait en fait voulu évoquer un "employé de l'entreprise", qu'une formation antérieure, aux opérations de guerre psychologique, avait rendu apte à la conduite des réunions de canton, « chargés d'émotion », toute en reconnaissant que « Range emploie des dizaines d'anciens combattants et des hommes et des femmes en service actif ». Selon M. Pitzarella, Range est transparente vis-à-vis des communautés locales, et il contesté les commentaires de M. Carmichael sur l'utilisation de tactique du Corps des Marines appliquées aux opposants lors d'une «insurrection» ; « Ce n'est pas quelque chose que je pense que nous ferions ; Vous n'avez pas affaire à des insurgés, vous avez affaire à des gens ordinaires qui vivent dans les villes et veulent savoir ce que vous faites » a-t-il précisé. Carmichael a de son côté envoyé un commentaire à CNBC expliquant ses propos ; « ce commentaire laissait entendre simplement que l'industrie embrasse un mouvement plus large vers un engagement communautaire plus actif et une transparence accrue, car il est très important de renforcer les connaissances factuelles pour maintenir la confiance du public au milieu d'intérêts particuliers qui utilisent souvent la désinformation pour semer la peur ». Chris Tucker, porte-parole du groupe Energy in Depth, a quant à lui déclaré que les commentaires de Carmichael disant que l'industrie faisait face à une «insurrection» avaient simplement été conçus comme une plaisanterie ; « Il n'y a pas d'hélicoptères noirs ici ; Personne ne viens descendre en rappel d'un hélicoptère à trois heures du matin pour fouiller les déchets des poubelles. Nous allons aux réunions de canton, et nous écoutons ce que les gens ont à dire ».
Range dispose pour ses employés d’un code éthique interne contenant un article « Concurrence loyale » qui dit  « Vous ne devriez jamais utiliser aucune des méthodes illégales ou contraires à l'éthique pour recueillir des informations sur la concurrence. Le vol ou la possession d'informations confidentielles ou de secrets commerciaux obtenus sans consentement (…) chez des employés actuels ou passés d'autres sociétés est interdit. En outre, l’entreprise et ses employés sont tenus de se conformer aux lois antitrust et de concurrence déloyale étatiques et fédérales, ainsi qu’aux lois antitrust et contre la concurrence déloyale applicables dans d'autres pays où  «  Range » exerce ses activités. Quiconque se demande si une action envisagée peut violer les lois sur la concurrence loyale doit en parler à l'avocat de l’entreprise »
CNBC a rapporté ces rectificatifs, la journaliste commentant néanmoins que « ces commentaires révèlent ce que l'industrie de la fracturation pense des gens vivant dans les communautés touchées par cette industrie », « Ce qui est clair pour moi » a-t-elle ajouté, c'est qu'« ils sont amenés à utiliser des mesures très extrêmes à nos quartiers. Et il semble qu'il l'envisagent comme une occupation ». Elle s'est dite surprise que de telles techniques de type militaire soient examinées dans un forum ouvert.

### Contestations financières
En 2010 après que "Range" ait été poursuivi via un recours collectif par environ 2.000 propriétaires de Pennsylvanie qui estimaient que l'entreprise avait mal calculé le montant des redevances dues pour le gaz naturel extrait de leurs terres, la compagnie a nié avoir commis des actes répréhensibles, mais a accepté de verser environ 28 millions de dollars pour régler cette revendication.
En juin 2013, Range a annoncé avoir déboursé 52,9 millions de dollars pour honorer ses procès au cours des trois derniers mois (dans le cadre d’un recours collectif sur les redevances dans l'Oklahoma).

### Procédure dubâillonnementutilisé sur des enfants (concernant les effets de la fracturation)
Aux États-Unis, la liberté d'expression est réputée primordiale, mais il est légal et fréquent que des entreprises - en échange d'argent - fassent signer par l'entremise de leurs avocats un contrat par lequel elles engagent des personnes à ne jamais (durant un certain délai ou toute leur vie) aborder un sujet qui est critique pour l'image de l'entreprise. Cette procédure s’appelle entente de confidentialité ou accord de confidentialité (« confidentiality agreement ») ou   baillonnement (« Gag order » aux États-unis).
En 2011, range Ressources a franchi une nouvelle limite en faisant signer à une famille pennsylvanienne devant la cour civile de Washington (avec d’autres sociétés pétrogazière  : « Williams Gas »/ »Laurel Mountain Midstream »  , « MarkWest Energy Partners LP », « MarkWest Energy Partners Group, LLC», et en lien avec le « Pennsylvania department of environmental protection ») un accord de versement de 750 000 US$ proposé en échange d’un engagement à  cesser d'affirmer que sa ferme de 10 acres avait été détruite par l'exploitation pétrolière et gazière et que les problèmes de santé de la famille(« brûlures aux yeux, à la gorge et aux oreilles, maux de tête ») pourraient provenir d'activités de forage gazier et de ne plus jamais parler de l’activité gazière dans ce gisement.
Dans le cadre de ce règlement, en échange de la possibilité d'acheter une autre maison pour - selon elle - protéger la santé de leurs enfants, la famille doit s’engager à revendre sa ferme à l'entreprise et à en racheter une autre, et elle a accepté une « ordonnance de confidentialité » interdisant aux contractants de jamais faire aucun commentaire que ce soit, durant toute leur vie sur les activités gazière du Marcellus Shale ou la fracturation hydraulique qui les empêche de parler de fracturation pour le reste de leur vie, mais dans ce cas, pour la première fois et de manière peut-être illégale (au regard du 1er amendement), l'ordre de bâillon s'appliquait à toute la famille (« the whole family »), c'est-à-dire non seulement aux deux parents, mais aussi à leurs enfants mineurs (alors âgés de sept et dix ans). L'avocat de la famille a insisté devant le juge « pour protéger son cabinet d'avocat K&L Gates » sur le fait qu'il ne savait pas si cet accord était conforme au premier amendement de la Constitution des États-Unis, mais qu'à leur majorité les enfants pourrait éventuellement voir cet accord utilisé contre eux. Sauf si l'on démontre un vice de forme ou de procédure, ce type d'accord est, aux États-Unis, irréversible une fois « scellé ».
Le fait que cet accord inclut les enfants a scandalisé de nombreux Américains. Devant le juge, l’avocat-conseil de Range Resources, James C Swetz avait dans le bureau du Juge confirmé que l’accord devait aussi porter sur les enfants : « The plaintiffs, the punitive plaintiffs in this case (…) are defined as the whole family. That's the way the contract has been written. That's what we've agreed to. Putting aside all these other issues and sort of ancillary topics, that' s what the settlement says, and that' s what we' ve agreed to at this point (…)I guess our position is it does apply to the whole family. We would certainly enforce it »). Mais le porte-parole de l'entreprise Range, Matt Pitzarelli s’est ensuite désolidarisé de cet avocat en précisant qu’il ne pensait pas que l'accord s'applique aux enfants, et qu’un « courrier de clarification » avait été envoyé à la famille d’agriculteurs.
Ce genre d’accord peut renforcer le sentiment que l'industrie veut cacher des choses ;  un an plus tôt (2012), alors que divers témoignages évoquent des mortalités anormales d'animaux et un nombre accru de malades près des forages gaziers, et après qu'une enquête du congrès ait révélé en 2010 que Halliburton et d'autre entreprises de fracking avaient injecté dans le sous-sol environ 32 millions gallons de diesel et de produits chimiques (dont toxiques tels le benzène, le toluène, l'éthylbenzène ou le xylène), une nouvelle disposition avait déjà ému une partie de la société civile et des médias ; il s'agissait d'une procédure discrètement introduite dans une nouvelle loi où elle n'était pas initialement prévue, permettant aux entreprises de "baillonner" des médecins de Pennsylvanie en leur interdisant de parler à leurs patients des effets sur la santé d'une exposition aux produits chimiques contenus dans les fluides de fracturation, tout en autorisant ces médecins à avoir accès à ces informations.

## Économie
En termes de dépenses, l’entreprise doit chaque année faire face à des frais d'investissements et de fonctionnement, avec notamment : 
- la prospection (modélisation et sismique ; soit - à titre d'exemple - environ 25 millions de dollars programmés pour 2013[8]) ;
- de nouveaux forages et reconditionnements de puits(1,1 milliard de dollars prévus pour 2013[8]) ;
- les baux et leur renouvellement (100 millions de dollars) ;
- la construction de pipelines (75 millions de dollars[8]) ;
- et divers frais (terrassement, aménagements de terrain, procès, etc.).

Les parts de l'entreprise étaient en 2013 principalement détenues par les entités suivantes :
| Entités                                        | % des parts                    |
| ---------------------------------------------- | ------------------------------ |
| T. Rowe Price Associates, Inc.                 | (14,7 % des parts au 03/31/13) |
| The Vanguard Group, Inc.                       | (6,2 % des parts au 03/31/13)  |
| State Street Global Advisors (US)              | (4,4 % des parts au 03/31/13)  |
| Neuberger Berman, LLC                          | (4,3 % des parts au 03/31/13)  |
| BlackRock Institutional Trust Company, N.A.    | (4,0 % au 03/31/13)            |
| Morgan Stanley Investment Management Inc. (US) | (3,6 % au 03/31/13)            |
| First Manhattan Company                        | (2,6 % au 03/31/13)            |
| Winslow Capital Management, LLC                | (2,6 % au 03/31/13)            |
| Wellington Management Company, LLP             | (2,4 % au 03/31/13)            |
| Harris Associates L.P.                         | (2,3 % au 03/31/13)            |

et pour les Fonds mutuel de placement (Capital-investissement) :
| Entités                                           | % des parts                 |
| ------------------------------------------------- | --------------------------- |
| T. Rowe Price Growth Stock Fund                   | (2,4 % au 06/30/13)         |
| Oakmark Equity and Income Fund                    | (2,0 % au 03/31/13)         |
| T. Rowe Price Mid-Cap Growth Fund                 | (2,0 % au 06/30/13)         |
| Vanguard Total Stock Market Index Fund            | (1,4 % au 03/31/13)         |
| Vanguard Mid-Cap Index Fund                       | (1,4 % au 03/31/13)         |
| Vanguard Energy Fund                              | (1,4 % au 03/31/13)         |
| Morgan Stan. Instl. Fund Tr. - Mid Cap Growth     | (1,2 % au 06/30/13)         |
| RS Global Natural Resources Fund                  | (1,2 % au 03/31/13)         |
| T. Rowe Price Institutional Large-Cap Growth Fund | (1 % au 06/30/13)           |
| Vanguard 500 Index Fund                           | (1 % des parts au 03/31/13) |

(liste non limitative, non à jour)
La ruée vers le gaz s’est traduite par une chute du prix du gaz aux États-Unis après un niveau record en 2008. En vendant plus de 800 millions de dollars d'actifs non stratégiques de 2004 à  2010, et augmentant le rendement de ses forages, notamment dans le Marcellus, Après quelques pertes en 2009 ($39.9 millions), «  Range » a réussi à faire remonter ses bénéfices pour atteindre 13 millions de dollars en 2012 (meilleur résultat d'exploitation depuis 1998).
Selon John H. Pinkerton, les bénéfices de la société ont cependant été en 2012 limités par la poursuite de la chute des prix du gaz (- 23 % en 2012 et une baisse de 18 % du prix des LGN. L’avenir de la société dépend aussi d’éventuelles taxes sur le gaz, d’un possible durcissement de la réglementation sur les gaz de schiste dont les impacts sont controversés, et qui en tant qu’hydrocarbures fossiles sont une source importante de gaz à effet de serre.
Range Resources Corp a présenté en 2013 sa nouvelle flotte de camions roulant au gaz naturel comprimé (GNC)  Chesapeake Energy et EQT Corp ont aussi entamé une transition dans leurs flottes. Selon le porte-parole Mark Windle, la compagnie envisage un partenariat avec une autre entreprise pour construire une station dédiée, ou faire cavalier seul.
Mi-2013 avec Range Resources a publié un chiffre d'affaires du deuxième trimestre de 673 millions de dollars et un résultat net de 144 millions de dollars (88 cents par action)  soit près de trois fois plus (55,7 millions de dollars, ou 34 cents par action) que mi 2012. Ceci a été rendu possible – selon l’entreprise – par le forage de 73 nouveaux puits (gaz humide) lors des 3 derniers mois et la mise en service de 45 puits dans le Marcellus capitalisant sur de la région. La société dit avoir démontré par 3 ans d’expériences que la quantité de gaz issue de puits distants de 500 pieds n'est que de 20 pour cent de moins que pour des puits distants de 1.000 pieds. Elle va donc densifier ses forages pour extraire encore plus de gaz